# Honglian
Honglian är en socken i Kina. Den ligger i provinsen Sichuan, i den sydvästra delen av landet, omkring 360 kilometer söder om provinshuvudstaden Chengdu. Antalet invånare är 5 382. Befolkningen består av 2 544 kvinnor och 2 838 män. Barn under 15 år utgör 39 %, vuxna 15-64 år 55 %, och äldre över 65 år 5,0 %.
Genomsnittlig årsnederbörd är 1 022 millimeter. Den regnigaste månaden är juli, med i genomsnitt 230 mm nederbörd, och den torraste är december, med 5 mm nederbörd.